# Handbal la Jocurile Olimpice de vară din 2024 – Turneul feminin - Echipele
Acest articol prezintă echipele care vor lua parte la turneul de handbal feminin de la Jocurile Olimpice din 2024, desfășurat în Franța, între 25 iulie și 10 august 2024.
Fiecare echipă va fi alcătuită din 15 handbaliste, din care doar 14 vor putea fi înscrise pe foaia de joc. Jucătoarele vor putea fi înlocuite fără restricții de la meci la meci.
Vârstele, legitimările la cluburi, selecțiile și golurile înscrise sunt cele valabile la debutul competiției, 25 iulie 2024.

## Grupa A

### Coreea de Sud
O echipă cu 22 de jucătoare a fost anunțată pe 14 mai 2024. A fost redusă la 17 jucătoare pe 2 iulie 2024.
- Antrenor principal:  Henrik Signell
- Antrenor secund:  Erik Larholm
- Antrenor pentru portari:  Vanja Radic

| Nr. | Post            | Nume           | Data nașterii (vârsta) | Înălțime | Selecții | Goluri | Echipă              |
| --- | --------------- | -------------- | ---------------------- | -------- | -------- | ------ | ------------------- |
| 6   | extremă dreapta | Song Ji-young  | 5 mai 1995             | 1,64 m   | 19       | 35     | Seoul City          |
| 7   | extremă stânga  | Shin Eun-joo   | 9 septembrie 1993      | 1,70 m   | 20       | 52     | Incheon City        |
| 11  | inter dreapta   | Ryu Eun-hee    | 24 februarie 1990      | 1,79 m   | 95       | 358    | Győri Audi ETO KC   |
| 12  | portar          | Jeong Jin-hui  | 24 martie 1999         | 1,80 m   | 23       | 0      | Seoul City          |
| 16  | portar          | Park Sae-young | 11 august 1994         | 1,76 m   | 21       | 0      | Wonderful Samcheok  |
| 19  | pivot           | Kang Eun-hye   | 17 aprilie 1996        | 1,86 m   | 20       | 38     | SK Sugar Gliders HC |
| 20  | centru          | Jo Eun-been    | 18 aprilie 2001        | 1,63 m   | 6        | 2      | Seoul City          |
| 22  | centru          | Woo Bit-na     | 23 octombrie 2001      | 1,72 m   | 14       | 48     | Seoul City          |
| 26  | inter dreapta   | Kang Eun-seo   | 4 martie 1999          | 1,69 m   | 6        | 1      | Incheon City        |
| 27  | extremă dreapta | Jeon Ji-yeon   | 2 mai 2003             | 1,68 m   | 12       | 19     | Wonderful Samcheok  |
| 31  | pivot           | Gim Bo-eun     | 8 decembrie 1997       | 1,77 m   | 13       | 20     | Wonderful Samcheok  |
| 33  | centru          | Shin Jin-mi    | 23 iunie 1998          | 1,67 m   | 6        | 9      | Busan Bisco         |
|     | portar          | Lee Min-ji     | 12 aprilie 2000        | 1,74 m   |          |        | SK Sugar Gliders HC |
|     | inter stânga    | Kim Da-young   | 16 septembrie 1996     | 1,70 m   |          |        | Busan Bisco         |
|     | inter stânga    | Han Mi-seul    | 13 august 1993         | 1,78 m   |          |        | Incheon City        |
|     | centru          | Kang Kyung-min | 8 noiembrie 1996       | 1,65 m   |          |        | SK Sugar Gliders HC |
|     | pivot           | Song Hae-ri    | 2 octombrie 1997       | 1,73 m   |          |        | Busan Bisco         |

### Danemarca
Echipa a fost anunțată pe 6 iunie 2024.
- Antrenor principal:  Jesper Jensen
- Antrenor secund:  Lars Jørgensen

| Nr. | Post            | Nume               | Data nașterii (vârsta) | Înălțime | Selecții | Goluri | Echipă            |
| --- | --------------- | ------------------ | ---------------------- | -------- | -------- | ------ | ----------------- |
| 1   | portar          | Sandra Toft        | 18 octombrie 1989      | 1,74 m   | 180      | 2      | Győri Audi ETO KC |
| 5   | pivot           | Sarah Iversen      | 10 aprilie 1990        | 1,77 m   | 88       | 142    | Ikast Håndbold    |
| 8   | inter stânga    | Anne Mette Hansen  | 25 august 1994         | 1,82 m   | 161      | 465    | Metz Handball     |
| 10  | pivot           | Kathrine Heindahl  | 26 martie 1992         | 1,82 m   | 135      | 277    | Team Esbjerg      |
| 11  | inter stânga    | Line Haugsted      | 11 noiembrie 1994      | 1,80 m   | 98       | 131    | Team Esbjerg      |
| 16  | portar          | Althea Reinhardt   | 1 septembrie 1996      | 1,80 m   | 110      | 0      | Odense Håndbold   |
| 18  | inter dreapta   | Mette Tranborg     | 1 ianuarie 1996        | 1,92 m   | 109      | 257    | Team Esbjerg      |
| 23  | inter stânga    | Kristina Jørgensen | 17 ianuarie 1998       | 1,87 m   | 110      | 322    | Győri Audi ETO KC |
| 25  | extremă dreapta | Trine Østergaard   | 17 octombrie 1991      | 1,66 m   | 182      | 367    | CSM București     |
| 27  | inter dreapta   | Louise Burgaard    | 17 octombrie 1992      | 1,76 m   | 175      | 368    | Odense Håndbold   |
| 31  | centru          | Simone Petersen    | 28 august 1997         | 1,75 m   | 55       | 91     | Ikast Håndbold    |
| 32  | inter stânga    | Mie Højlund        | 24 octombrie 1997      | 1,80 m   | 98       | 190    | Odense Håndbold   |
| 33  | extremă stânga  | Emma Friis         | 31 octombrie 1999      | 1,62 m   | 57       | 172    | CSM București     |
| 34  | pivot           | Rikke Iversen      | 18 mai 1993            | 1,78 m   | 77       | 118    | Team Esbjerg      |

### Germania
O echipă cu 21 de jucătoare a fost anunțată pe 17 mai 2024. Echipa finală a fost făcută publică pe 8 iulie 2024.
- Antrenor principal:  Markus Gaugisch
- Antrenor secund:  Jochen Beppler

| Nr. | Post            | Nume                  | Data nașterii (vârsta) | Înălțime | Selecții | Goluri | Echipă                  |
| --- | --------------- | --------------------- | ---------------------- | -------- | -------- | ------ | ----------------------- |
| 4   | centru          | Alina Grijseels       | 12 aprilie 1996        | 1,75 m   | 85       | 295    | CSM București           |
| 7   | pivot           | Meike Schmelzer       | 19 iulie 1993          | 1,79 m   | 108      | 143    | HC Dunărea Brăila       |
| 9   | pivot           | Lisa Antl             | 21 iunie 2000          | 1,72 m   | 49       | 68     | Borussia Dortmund       |
| 11  | inter stânga    | Xenia Smits           | 22 aprilie 1994        | 1,85 m   | 117      | 275    | Handball Ludwigsburg    |
| 20  | inter stânga    | Emily Bölk            | 26 aprilie 1998        | 1,82 m   | 112      | 338    | FTC-Rail Cargo Hungaria |
| 23  | inter stânga    | Annika Lott           | 7 decembrie 1999       | 1,80 m   | 25       | 37     | Brest Bretagne Handball |
| 24  | portar          | Sarah Wachter         | 16 decembrie 1999      | 1,83 m   | 24       | 1      | Borussia Dortmund       |
| 27  | inter dreapta   | Julia Maidhof         | 25 august 2000         | 1,76 m   | 51       | 171    | SCM Râmnicu Vâlcea      |
| 29  | extremă stânga  | Antje Döll            | 3 octombrie 1988       | 1,70 m   | 78       | 204    | Handball Ludwigsburg    |
| 30  | extremă dreapta | Jenny Behrend         | 20 ianuarie 1996       | 1,72 m   | 57       | 92     | Handball Ludwigsburg    |
| 42  | portar          | Katharina Filter      | 4 februarie 1999       | 1,81 m   | 49       | 2      | Brest Bretagne Handball |
| 77  | inter dreapta   | Viola Leuchter        | 15 iunie 2004          | 1,87 m   | 16       | 41     | Bayer Leverkusen        |
| 93  | pivot           | Julia Behnke          | 28 martie 1993         | 1,80 m   | 105      | 198    | TuS Metzingen           |
| 95  | extremă stânga  | Johanna Stockschläder | 11 februarie 1995      | 1,71 m   | 50       | 139    | Fără legitimare         |

### Norvegia
Echipa a fost anunțată pe 3 iulie 2024.
- Antrenor principal:  Þórir Hergeirsson
- Antrenor secund:  Jonas Wille

| Nr. | Post            | Nume                    | Data nașterii (vârsta) | Înălțime | Selecții | Goluri | Echipă              |
| --- | --------------- | ----------------------- | ---------------------- | -------- | -------- | ------ | ------------------- |
| 4   | inter stânga    | Veronica Kristiansen    | 10 iulie 1990          | 1,75 m   | 175      | 568    | Győri Audi ETO KC   |
| 6   | pivot           | Maren Nyland Aardahl    | 2 martie 1994          | 1,83 m   | 48       | 91     | Odense Håndbold     |
| 7   | inter dreapta   | Stine Skogrand          | 3 martie 1993          | 1,73 m   | 142      | 261    | Ikast Håndbold      |
| 9   | inter dreapta   | Nora Mørk               | 5 aprilie 1991         | 1,69 m   | 182      | 875    | Team Esbjerg        |
| 10  | centru          | Stine Bredal Oftedal    | 25 septembrie 1991     | 1,68 m   | 259      | 726    | Fără legitimare     |
| 12  | portar          | Silje Solberg-Østhassel | 16 iunie 1990          | 1,78 m   | 202      | 9      | Vipers Kristiansand |
| 13  | pivot           | Kari Brattset Dale      | 15 februarie 1991      | 1,84 m   | 120      | 304    | Győri Audi ETO KC   |
| 14  | inter stânga    | Kristine Breistøl       | 23 august 1993         | 1,91 m   | 76       | 106    | Győri Audi ETO KC   |
| 15  | pivot           | Vilde Ingstad           | 18 decembrie 1994      | 1,80 m   | 128      | 196    | CSM București       |
| 16  | portar          | Katrine Lunde           | 30 martie 1980         | 1,81 m   | 351      | 3      | Vipers Kristiansand |
| 20  | extremă dreapta | Marit Røsberg Jacobsen  | 25 februarie 1994      | 1,65 m   | 102      | 182    | Team Esbjerg        |
| 23  | extremă stânga  | Camilla Herrem          | 8 octombrie 1986       | 1,67 m   | 306      | 896    | Sola HK             |
| 24  | extremă stânga  | Sanna Solberg-Isaksen   | 16 iunie 1990          | 1,78 m   | 201      | 381    | Team Esbjerg        |
| 25  | centru          | Henny Reistad           | 9 februarie 1999       | 1,81 m   | 82       | 335    | Team Esbjerg        |

### Slovenia
O echipă cu 20 de jucătoare a fost anunțată pe 3 iunie 2024.
- Antrenor principal:  Dragan Adžić
- Antrenor secund:

| Nr. | Post            | Nume                | Data nașterii (vârsta) | Înălțime | Selecții | Goluri | Echipă              |
| --- | --------------- | ------------------- | ---------------------- | -------- | -------- | ------ | ------------------- |
| 2   | pivot           | Valentina Klemenčič | 5 februarie 2002       | 1,85 m   | 45       | 57     | RK Krim             |
| 3   | pivot           | Manca Jurič         | 18 ianuarie 1995       | 1,75 m   | 24       | 16     | RK Krim             |
| 4   | inter stânga    | Erin Novak          | 7 iunie 2002           | 1,76 m   | 22       | 13     | Kisvárdai KC        |
| 6   | inter dreapta   | Ana Gros            | 21 ianuarie 1991       | 1,86 m   | 151      | 759    | RK Krim             |
| 7   | centru          | Elizabeth Omoregie  | 29 decembrie 1996      | 1,78 m   | 33       | 72     | CSM București       |
| 8   | extremă dreapta | Ema Marković        | 17 august 2003         | 1,71 m   | 19       | 13     | ŽRK Z'dežele        |
| 9   | centru          | Nina Spreitzer      | 4 martie 1998          | 1,78 m   | 67       | 32     | RK Krim             |
| 10  | inter stânga    | Tjaša Stanko        | 5 noiembrie 1997       | 1,73 m   | 105      | 440    | RK Krim             |
| 11  | inter stânga    | Ana Abina           | 30 iulie 1997          | 1,75 m   | 73       | 83     | ŽRK Ajdovščina      |
| 14  | extremă stânga  | Tamara Mavsar       | 1 aprilie 1991         | 1,73 m   | 102      | 388    | RK Krim             |
| 16  | portar          | Maja Vojnović       | 26 ianuarie 1998       | 1,80 m   | 73       | 1      | RK Krim             |
| 17  | pivot           | Nataša Ljepoja      | 28 ianuarie 1996       | 1,78 m   | 73       | 147    | SCM Râmnicu Vâlcea  |
| 20  | extremă dreapta | Alja Varagić        | 11 decembrie 1990      | 1,85 m   | 99       | 229    | RK Krim             |
| 21  | portar          | Amra Pandžić        | 20 septembrie 1989     | 1,78 m   | 101      | 2      | RK Krim             |
| 25  | inter dreapta   | Barbara Lazović     | 4 ianuarie 1988        | 1,82 m   | 105      | 321    | RK Krim             |
| 28  | extremă stânga  | Maja Svetik         | 9 martie 1996          | 1,67 m   | 60       | 68     | BT Füchse           |
| 30  | portar          | Dijana Đajić        | 3 octombrie 2004       | 1,82 m   | 3        | 0      | RK Krim             |
| 35  | inter stânga    | Ema Hrvatin         | 4 ianuarie 2000        | 1,76 m   | 23       | 29     | BSV Sachsen Zwickau |
| 88  | extremă stânga  | Ema Abina           | 18 februarie 1999      | 1,71 m   | 32       | 36     | RK Krim             |
|     | extremă stânga  | Nena Černigoj       | 6 august 2004          | 1,71 m   | 3        | 7      | ŽRK Ajdovščina      |

### Suedia
Echipa a fost anunțată pe 4 iunie 2024.
- Antrenor principal:  Tomas Axnér
- Antrenor secund:

| Nr. | Post            | Nume                    | Data nașterii (vârsta) | Înălțime | Selecții | Goluri | Echipă               |
| --- | --------------- | ----------------------- | ---------------------- | -------- | -------- | ------ | -------------------- |
| 1   | portar          | Johanna Bundsen         | 3 iunie 1991           | 1,85 m   | 145      | 4      | Handball Ludwigsburg |
| 3   | inter dreapta   | Nina Koppang            | 31 mai 2002            | 1,78 m   | 29       | 39     | Vipers Kristiansand  |
| 6   | centru          | Carin Strömberg         | 10 iulie 1993          | 1,84 m   | 146      | 221    | Neptunes de Nantes   |
| 7   | pivot           | Linn Blohm              | 20 mai 1992            | 1,80 m   | 166      | 483    | Győri Audi ETO KC    |
| 8   | inter stânga    | Jamina Roberts          | 28 mai 1990            | 1,76 m   | 233      | 600    | Vipers Kristiansand  |
| 10  | extremă dreapta | Mathilda Lundström      | 20 decembrie 1996      | 1,65 m   | 79       | 123    | HH Elite             |
| 21  | portar          | Evelina Eriksson        | 20 august 1996         | 1,84 m   | 32       | 1      | CSM București        |
| 23  | centru          | Emma Lindqvist          | 17 septembrie 1997     | 1,77 m   | 88       | 178    | Ikast Håndbold       |
| 24  | extremă dreapta | Nathalie Hagman         | 19 iulie 1991          | 1,67 m   | 221      | 818    | SCM Râmnicu Vâlcea   |
| 29  | inter stânga    | Kristin Thorleifsdóttir | 13 ianuarie 1998       | 1,82 m   | 60       | 86     | Debreceni VSC        |
| 35  | pivot           | Sofia Hvenfelt          | 23 aprilie 1996        | 1,80 m   | 28       | 35     | Handball Ludwigsburg |
| 38  | extremă stânga  | Elin Hansson            | 7 august 1996          | 1,73 m   | 74       | 184    | Team Esbjerg         |
| 42  | centru          | Jenny Carlson           | 17 aprilie 1995        | 1,72 m   | 61       | 173    | ŽRK Budućnost        |
| 54  | inter stânga    | Tyra Axnér              | 18 martie 2002         | 1,78 m   | 34       | 56     | Metz Handball        |

## Grupa B

### Angola
O echipă cu 18 jucătoare a fost anunțată pe 17 iunie 2024. A fost redusă la 15 jucătoare pe 7 iulie 2024.
- Antrenor principal:  Carlos Viver
- Antrenor secund:

| Nr. | Post            | Nume                     | Data nașterii (vârsta) | Înălțime | Selecții | Goluri | Echipă               |
| --- | --------------- | ------------------------ | ---------------------- | -------- | -------- | ------ | -------------------- |
| 1   | portar          | Marta Alberto            | 10 februarie 1995      | 1,82 m   |          |        | Petro de Luanda      |
| 2   | centru          | Vilma Nenganga           | 12 septembrie 1996     | 1,75 m   |          |        | Petro de Luanda      |
| 5   | pivot           | Liliane Mario            | 16 noiembrie 2004      | 1,77 m   |          |        | Primeiro de Agosto   |
| 6   | inter dreapta   | Juliana Machado          | 6 noiembrie 1994       | 1,72 m   |          |        | Primeiro de Agosto   |
| 7   | extremă dreapta | Dolores Rosário          | 1 aprilie 2003         | 1,76 m   |          |        | Primeiro de Agosto   |
| 8   | centru          | Helena Paulo             | 24 ianuarie 1998       | 1,73 m   |          |        | CSM Târgu Jiu        |
| 9   | extremă stânga  | Natália Santos           | 25 decembrie 1986      | 1,73 m   |          |        | Primeiro de Agosto   |
| 10  | pivot           | Albertina Kassoma        | 12 iunie 1996          | 1,85 m   |          |        | Rapid București      |
| 11  | extremă stânga  | Marília Quizelete        | 3 iunie 1997           | 1,73 m   |          |        | Petro de Luanda      |
| 12  | portar          | Eliane Paulo             | 9 martie 1999          | 1,81 m   |          |        | Primeiro de Agosto   |
| 13  | extremă dreapta | Natália Fonseca          | 25 decembrie 1998      | 1,64 m   |          |        | CSM Corona Brașov    |
| 16  | portar          | Teresa Almeida           | 5 aprilie 1988         | 1,72 m   |          |        | Petro de Luanda      |
| 18  | centru          | Chelcia Gabriel          | 24 septembrie 2000     | 1,70 m   |          |        | Petro de Luanda      |
| 20  | inter stânga    | Stelvia de Jesus Pascoal | 20 octombrie 2002      | 1,72 m   |          |        | Saint-Amand Handball |
| 35  | inter dreapta   | Azenaide Carlos          | 14 iunie 1990          | 1,73 m   |          |        | CSM Corona Brașov    |

### Brazilia
O echipă cu 21 jucătoare a fost anunțată pe 14 iunie 2024. Echipa finală a fost făcută publică pe 4 iulie 2024.
- Antrenor principal:  Cristiano Rocha
- Antrenor secund:  Álvaro Herdeiro
- Antrenor pentru portari:  Marcos Paulo dos Santos

| Nr. | Post            | Nume                      | Data nașterii (vârsta) | Înălțime | Selecții | Goluri | Echipă                         |
| --- | --------------- | ------------------------- | ---------------------- | -------- | -------- | ------ | ------------------------------ |
| 1   | portar          | Gabriela Moreschi         | 8 iulie 1994           | 1,90 m   |          |        | CSM București                  |
| 2   | inter stânga    | Bruna de Paula            | 26 septembrie 1996     | 1,70 m   |          |        | Győri Audi ETO KC              |
| 6   | inter stânga    | Mariane Fernándes         | 4 ianuarie 1996        | 1,65 m   |          |        | MKS Zagłębie Lubin             |
| 7   | pivot           | Tamires Morena Lima       | 16 mai 1994            | 1,83 m   |          |        | CS Gloria 2018 Bistrița-Năsăud |
| 10  | extremă dreapta | Jéssica Quintino          | 17 aprilie 1991        | 1,72 m   |          |        | CS Minaur Baia Mare            |
| 20  | extremă stânga  | Larissa Araújo            | 1 iulie 1992           | 1,67 m   |          |        | CSM Corona Brașov              |
| 21  | extremă dreapta | Adriana Cardoso de Castro | 29 octombrie 1990      | 1,67 m   |          |        | Fără legitimare                |
| 23  | inter dreapta   | Giulia Guarieiro          | 24 iulie 1995          | 1,74 m   |          |        | BM Granollers                  |
| 30  | inter dreapta   | Gabriela Bitolo           | 1 aprilie 1999         | 1,80 m   |          |        | CBF Málaga Costa del Sol       |
| 36  | pivot           | Marcela Arounian          | 7 ianuarie 2000        | 1,89 m   |          |        | BM Aula Cultural               |
| 42  | centru          | Jhennifer Lopes           | 28 iulie 2000          | 1,76 m   |          |        | BM Remudas                     |
| 49  | centru          | Patrícia Matieli          | 8 noiembrie 1988       | 1,68 m   |          |        | MKS Zagłębie Lubin             |
| 77  | inter stânga    | Kelly de Abreu Rosa       | 25 ianuarie 2004       | 1,80 m   |          |        | CB Elche                       |
| 87  | portar          | Renata Arruda             | 18 februarie 1999      | 1,78 m   |          |        | CS Gloria 2018 Bistrița-Năsăud |
| 88  | extremă dreapta | Mariana Costa             | 14 octombrie 1992      | 1,66 m   |          |        | CD Beti Onak                   |

### Franța
O echipă cu 21 de jucătoare a fost anunțată pe 17 mai 2024. Echipa finală a fost făcută publică pe 8 iulie 2024.
- Antrenor principal:  Olivier Krumbholz
- Antrenor secund:  Sébastien Gardillou
- Antrenor pentru portari:  Amandine Leynaud

| Nr. | Post            | Nume              | Data nașterii (vârsta) | Înălțime | Selecții | Goluri | Echipă                  |
| --- | --------------- | ----------------- | ---------------------- | -------- | -------- | ------ | ----------------------- |
| 1   | portar          | Laura Glauser     | 20 august 1993         | 1,80 m   | 118      | 1      | FTC-Rail Cargo Hungaria |
| 2   | centru          | Méline Nocandy    | 25 februarie 1998      | 1,75 m   | 66       | 131    | Brest Bretagne Handball |
| 3   | extremă dreapta | Alicia Toublanc   | 3 mai 1996             | 1,68 m   | 43       | 109    | SCM Râmnicu Vâlcea      |
| 6   | extremă stânga  | Chloé Valentini   | 19 aprilie 1995        | 1,65 m   | 84       | 225    | Metz Handball           |
| 8   | extremă stânga  | Coralie Lassource | 1 septembrie 1992      | 1,70 m   | 85       | 147    | Brest Bretagne Handball |
| 20  | inter dreapta   | Laura Flippes     | 13 decembrie 1994      | 1,71 m   | 125      | 247    | Metz Handball           |
| 21  | inter stânga    | Orlane Kanor      | 16 iunie 1997          | 1,79 m   | 86       | 179    | FTC-Rail Cargo Hungaria |
| 22  | inter stânga    | Tamara Horacek    | 5 noiembrie 1995       | 1,78 m   | 79       | 136    | RK Krim                 |
| 26  | pivot           | Pauletta Foppa    | 22 decembrie 2000      | 1,77 m   | 84       | 207    | Brest Bretagne Handball |
| 27  | inter stânga    | Estelle Nze Minko | 11 august 1991         | 1,78 m   | 182      | 434    | Győri Audi ETO KC       |
| 31  | extremă dreapta | Lucie Granier     | 11 mai 1999            | 1,67 m   | 38       | 79     | Metz Handball           |
| 32  | pivot           | Sarah Bouktit     | 27 august 2002         | 1,80 m   | 18       | 31     | Metz Handball           |
| 34  | centru          | Léna Grandveau    | 21 ianuarie 2003       | 1,70 m   | 19       | 31     | Neptunes de Nantes      |
| 99  | portar          | Hatadou Sako      | 21 octombrie 1995      | 1,74 m   | 15       | 0      | Győri Audi ETO KC       |

### Spania
O echipă cu 20 de jucătoare a fost anunțată pe 4 iunie 2024. Echipa finală a fost făcută publică pe 11 iulie 2024.
- Antrenor principal:  Ambros Martín

| Nr. | Post                | Nume                   | Data nașterii (vârsta) | Înălțime | Selecții | Goluri | Echipă              |
| --- | ------------------- | ---------------------- | ---------------------- | -------- | -------- | ------ | ------------------- |
| 1   | Portar              | Nicole Wiggins         | 9 august 2000          | 1,78 m   | 22       | 1      | OGC Nice            |
| 2   | Extremă dreapta     | Marta López            | 4 februarie 1990       | 1,69 m   | 143      | 316    | CS Rapid București  |
| 8   | Centru              | Silvia Arderíus        | 11 iulie 1990          | 1,69 m   | 87       | 95     | CBF Málaga          |
| 15  | Extremă dreapta     | Maitane Etxeberria     | 15 ianuarie 1997       | 1,69 m   | 92       | 166    | BM Bera Bera        |
| 16  | Portar              | Mercedes Castellanos   | 21 iulie 1988          | 1,84 m   | 98       | 4      | CBF Málaga          |
| 17  | Extremă stânga      | Jennifer Gutiérrez     | 20 februarie 1995      | 1,69 m   | 102      | 264    | RK Krim             |
| 22  | Intermediar stânga  | Lara González          | 22 februarie 1992      | 1,85 m   | 176      | 183    | CS Rapid București  |
| 23  | Intermediar dreapta | Paula Arcos            | 21 decembrie 2001      | 1,68 m   | 53       | 123    | Vipers Kristiansand |
| 24  | Pivot               | Lysa Tchaptchet        | 20 decembrie 2001      | 1,86 m   | 48       | 62     | Odense Håndbold     |
| 33  | Pivot               | Kaba Gassama           | 16 august 1997         | 1,84 m   | 68       | 104    | HB Ludwigsburg      |
| 34  | Centru              | Alicia Fernández       | 21 decembrie 1992      | 1,73 m   | 101      | 227    | CS Rapid București  |
| 58  | Intermediar dreapta | María Prieto O'Mullony | 3 octombrie 1997       | 1,72 m   | 25       | 64     | BM Aula Cultural    |
| 86  | Intermediar stânga  | Alexandrina Cabral     | 5 mai 1986             | 1,75 m   | 163      | 741    | Fără legitimare     |
| 99  | Intermediar dreapta | Mireya González        | 18 iulie 1991          | 1,77 m   | 121      | 246    | HC Dunărea Brăila   |

### Țările de Jos
Echipa a fost anunțată pe 8 iulie 2024.
- Antrenor principal:  Per Johansson
- Antrenor secund:  Ricardo Clarijs

| Nr. | Post                | Nume                  | Data nașterii (vârsta) | Înălțime | Selecții | Goluri | Echipă                        |
| --- | ------------------- | --------------------- | ---------------------- | -------- | -------- | ------ | ----------------------------- |
| 6   | Intermediar dreapta | Laura van der Heijden | 27 iunie 1990          | 1,72 m   | 277      | 841    | Chambray Touraine Handball    |
| 8   | Intermediar stânga  | Lois Abbingh          | 13 august 1992         | 1,77 m   | 202      | 855    | Vipers Kristiansand           |
| 9   | Centru              | Larissa Nüsser        | 8 februarie 2000       | 1,75 m   | 68       | 117    | Vipers Kristiansand           |
| 12  | Extremă stânga      | Bo van Wetering       | 5 octombrie 1999       | 1,72 m   | 83       | 274    | Győri Audi ETO KC             |
| 16  | Pivot               | Tamara Haggerty       | 29 aprilie 1996        | 1,78 m   | 28       | 19     | DVSC Schaeffler               |
| 17  | Intermediar stânga  | Kim Molenaar          | 28 aprilie 2002        | 1,77 m   | 22       | 17     | København Håndbold            |
| 18  | Intermediar stânga  | Kelly Dulfer          | 21 martie 1994         | 1,85 m   | 182      | 299    | Győri Audi ETO KC             |
| 22  | Extremă stânga      | Zoë Sprengers         | 19 ianuarie 2000       | 1,66 m   | 46       | 80     | Nykøbing Falster Håndboldklub |
| 26  | Extremă dreapta     | Angela Malestein      | 31 ianuarie 1993       | 1,70 m   | 205      | 603    | FTC-Rail Cargo Hungaria       |
| 30  | Portar              | Rinka Duijndam        | 6 august 1997          | 1,78 m   | 82       | 1      | CS Rapid București            |
| 38  | Portar              | Yara ten Holte        | 23 noiembrie 1999      | 1,75 m   | 47       | 4      | Odense Håndbold               |
| 44  | Pivot               | Nikita van der Vliet  | 14 martie 2000         | 1,71 m   | 44       | 77     | Odense Håndbold               |
| 48  | Intermediar dreapta | Dione Housheer        | 26 septembrie 1999     | 1,80 m   | 85       | 244    | Győri Audi ETO KC             |
| 79  | Centru              | Estavana Polman       | 5 august 1992          | 1,73 m   | 180      | 630    | CS Rapid București            |

### Ungaria
Echipa a fost anunțată pe 5 iulie 2024.
- Antrenor principal:  Vladimir Golovin
- Antrenor secund:  Krisztina Pigniczki
- Antrenor pentru portari:  Péter Tatai

| Nr. | Post                | Nume                      | Data nașterii (vârsta) | Înălțime | Selecții | Goluri | Echipă                  |
| --- | ------------------- | ------------------------- | ---------------------- | -------- | -------- | ------ | ----------------------- |
| 4   | Pivot               | Petra Füzi-Tóvizi         | 15 martie 1999         | 1,78 m   | 73       | 85     | Debreceni VSC           |
| 6   | Extremă stânga      | Nadine Szöllősi-Schatzl   | 19 noiembrie 1993      | 1,74 m   | 113      | 275    | Moyra-Budaörs Handball  |
| 11  | Intermediar dreapta | Anna Albek                | 2 decembrie 2001       | 1,89 m   | 28       | 31     | Mosonmagyaróvári KC SE  |
| 15  | Intermediar stânga  | Kinga Debreczeni-Klivinyi | 31 martie 1992         | 1,75 m   | 89       | 186    | Moyra-Budaörs Handball  |
| 16  | Portar              | Blanka Böde-Bíró          | 22 septembrie 1994     | 1,87 m   | 116      | 3      | FTC-Rail Cargo Hungaria |
| 19  | Extremă stânga      | Gréta Márton              | 3 octombrie 1999       | 1,73 m   | 78       | 181    | FTC-Rail Cargo Hungaria |
| 28  | Intermediar dreapta | Nikoletta Papp            | 23 iulie 1996          | 1,82 m   | 45       | 58     | SCM Gloria Buzău        |
| 38  | Centru              | Petra Vámos               | 14 septembrie 2000     | 1,75 m   | 67       | 168    | Metz Handball           |
| 42  | Intermediar dreapta | Katrin Klujber            | 21 aprilie 1999        | 1,70 m   | 76       | 405    | FTC-Rail Cargo Hungaria |
| 58  | Pivot               | Réka Bordás               | 26 august 1997         | 1,85 m   | 54       | 53     | FTC-Rail Cargo Hungaria |
| 59  | Intermediar stânga  | Csenge Kuczora            | 26 ianuarie 2000       | 1,76 m   | 36       | 117    | Thüringer HC            |
| 61  | Portar              | Kinga Janurik             | 6 noiembrie 1991       | 1,78 m   | 63       | 1      | FTC-Rail Cargo Hungaria |
| 66  | Extremă dreapta     | Viktória Győri-Lukács     | 31 octombrie 1995      | 1,68 m   | 119      | 342    | Győri Audi ETO KC       |
| 77  | Centru              | Petra Simon               | 12 noiembrie 2004      | 1,68 m   | 17       | 45     | FTC-Rail Cargo Hungaria |